# Sitticus mirandus
Sitticus mirandus là một loài nhện trong họ Salticidae.
Loài này thuộc chi Sitticus. Sitticus mirandus được Dmitri Viktorovich Logunov miêu tả năm 1993.